# Karolina Hildprandtová z Ottenhausenu
Karolina svobodná paní Hildprandtová z Ottenhausenu, rozená hraběnka z Nostic-Rienecku (15. května 1802 – 23. dubna 1882 Benátky ve Vlaších) byla rakouská a česká šlechtična z rodu Nostic-Rienecků.

## Život
V roce 1822 se provdala za barona Ferdinanda svobodného pána Hildprandta z Ottenhausenu pánu na Blatné a Slabcích (1797–1845). Po smrti manžela do roku 1849 spravovala rodinný majetek.
Projevovala české národní uvědomění, také pod vlivem Jana Evangelisty Purkyně, vychovatele svého syna Roberta, podporovala obrozence. Roku 1867 se zúčastnila české výpravy do bratrského Ruska, vedené Františkem Palackým. Výpravu přijal car Alexandr II.
Zemřela v Benátkách ve věku téměř 80 let na ochrnutí mozku. Pohřbena byla 3. května v rodinné hrobce v Paštikách.

## Děti
- Robert Hildprandt (1824–1889)
- Otta Hildprandt (1827 – 22. března 1845)[2]